# GOLDS infinity
GOLDS infinity（ゴールズインフィニティ）は、「エレガンスカジュアル×トレンドミックス 」をテーマとしてドレスや婦人服等を作成しているファッションブランド。
渋谷109が主催する次世代ブランド公募企画「109ステージ」から産まれ、109をはじめ多数の店舗展開を行っていたが、現在はWebによるEC事業に集中している。

## 概要
婦人服及び付属品の店頭小売及びインターネット販売により自社ブランド「GOLDS infinity」を展開する。
商品はワンピース、スカート、ショートパンツなどの洋服からバックなどの袋物や小物類、靴までを取り扱う、いわゆる109系のファッションブランドであり、ターゲットは、若い女性（特にギャル系）である。
平成17年9月に渋谷109店を出店して以来、1店舗のみの運営でインターネット通販を活用して徐々に業容を拡大させていたが、雑誌「小悪魔ageha」で特集されたことなどもあり全国の商業施設から出店要請が高まったため、平成21年から一挙に店舗網をひろげ、最盛期は大阪、名古屋、金沢、福岡など7店舗での運営を行っていた。
なお、現在は平成27年8月18日の渋谷109撤退を最後に、実店舗での営業は行っていない。

## 沿革
- 2003年	創業
- 2005年 渋谷109に1号店を開店
- 2006年	会社設立
- 2007年 「渋谷ガールズコレクション2007」に出典[3]
- 2015年 渋谷109撤退、EC事業をリニューアル

## 小悪魔ageha
急成長のきっかけが「小悪魔ageha」の特集であったこともあり、両者の関係は深い。
株式会社インフォレスト発行時代には荒木さやかをイメージモデルとし、紙面を飾るなどしていた。
平成26年12月の「小悪魔ageha」復刊後も、様々なモデルを起用している。